# Ukraiinka, Mîhailivka
Ukraiinka (în ucraineană Українка) este un sat în comuna Liubîmivka din raionul Mîhailivka, regiunea Zaporijjea, Ucraina.

## Demografie
Componența lingvistică a localității Ukraiinka
     Ucraineană (95,56%)
     Rusă (4,44%)
Conform recensământului din 2001, majoritatea populației localității Ukraiinka era vorbitoare de ucraineană (95,56%), existând în minoritate și vorbitori de rusă (4,44%).